# Micromeria filiformis
Micromeria filiformis là một loài thực vật có hoa trong họ Hoa môi. Loài này được (Aiton) Benth. mô tả khoa học đầu tiên năm 1834.